# Jugoslávská liga ledního hokeje 1953/1954
Sezóna 1953/1954 byla 12. sezónou Jugoslávské ligy ledního hokeje. Vítězem se stal tým HK Partizan. Turnaj se konal ve dnech 2. až 2. února 1954 v srbském Bělehradu.

## Týmy
- HK Ljubljana
- HK Partizan
- HK Jesenice
- KHL Mladost Zagreb
- HK Spartak Subotica
- SD Záhřeb

## Konečná tabulka
1. HK Partizan
2. HK Jesenice
3. SD Záhřeb
4. KHL Mladost Zagreb
5. HK Ljubljana
6. HK Spartak Subotica